# Pomacanthus
A Pomacanthus a sugarasúszójú halak (Actinopterygii) osztályának sügéralakúak (Perciformes) rendjébe, ezen belül a Pomacanthidae családjába tartozó nem.

## Előfordulásuk
A trópusi és szubtrópusi sekély vizekben mindenütt találkozhatunk a Pomacanthus halnem fajaival, rendszerint egy korallzátony oltalmában akadhatunk rájuk. Bár akváriumban is tartják őket, nem ez jelenti számukra a közvetlen veszélyforrást. A Karib-tengeren megfigyelhető környezetszennyezés például, valamint a partvonal kiépülése sokkal jobban fenyegeti fennmaradásukat.

## Megjelenésük
A halak hossza legfeljebb a 60 centiméteres nagyságot is elérheti, de többnyire lényegesen kisebbek. Színezetük és alakjuk fajtól függően különböző.

## Életmódjuk
A Pomacanthus-ok nappal aktív állatok. Magányosan, párban vagy kisebb csapatokban úsznak. Táplálékuk algák, férgek, kagylók és szivacsok.

## Szaporodásuk
A Pomacanthus-fajok szabad természetben mutatott párzási és szaporodási szokásairól csak keveset tudunk, tenyészteni őket pedig meglehetősen nehéz. Nagy valószínűséggel párban ívnak, eközben ikrák százait bocsátják ki. A Pomacanthus-ok változtatják a neműket, ha elpusztul a csoporton belül a hím, a legidősebb nőstény átveszi a helyét.

## Rendszerezés
A nembe az alábbi 13 faj tartozik:
- kék császárhal (Pomacanthus annularis) (Bloch, 1787)
- Pomacanthus arcuatus (Linnaeus, 1758)
- Pomacanthus asfur (Forsskål, 1775)
- Pomacanthus chrysurus (Cuvier, 1831)
- színváltó császárhal (Pomacanthus imperator) (Bloch, 1787)
- Pomacanthus maculosus (Forsskål, 1775)
- Pomacanthus navarchus (Cuvier, 1831)
- francia császárhal (Pomacanthus paru) (Bloch, 1787)
- Pomacanthus rhomboides (Gilchrist & Thompson, 1908)
- bársony császárhal (Pomacanthus semicirculatus) (Cuvier, 1831)
- sávos császárhal (Pomacanthus sexstriatus) (Cuvier, 1831)
- kékfejű császárhal (Pomacanthus xanthometopon) (Bleeker, 1853)
- Pomacanthus zonipectus (Gill, 1862)